# Maurice Garin
Maurice-François Garin (pron. fr. AFI: mo.ʁis.fʁɑ̃.swa ɡa.ʁɛ̃) (Arvier, 3 marzo 1871 – Lens, 19 febbraio 1957) è stato un ciclista su strada e pistard italiano naturalizzato francese.
Professionista dal 1893 al 1911, vinse la prima edizione del Tour de France nel 1903 e due Parigi-Roubaix. Era fratello di César e Ambroise Garin.

## Carriera

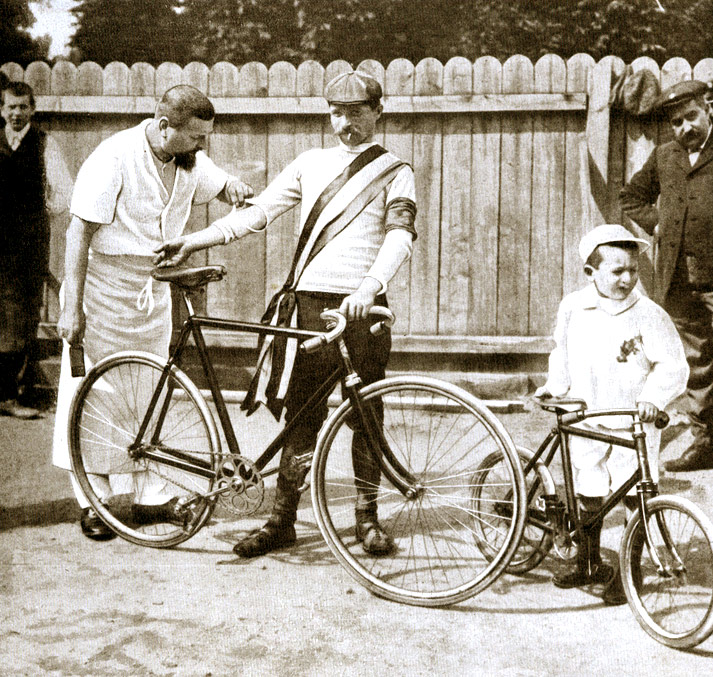
Garin al vittorioso Tour del 1903

Maurice-François Garin nacque ad Arvier, nella frazione Chez-les-Garin, dove ben 7 famiglie portavano questo cognome, figlio di Maurice-Clément Garin e Maria Teresa Ozello. A quattordici anni emigrò con la sua famiglia in Francia, svolgendo la professione di "ramoneur" (spazzacamino) e assumendo poi la nuova cittadinanza per ragioni lavorative; con il tricolore transalpino conquistò molte delle sue vittorie.
Un documento datato 23 gennaio 1905 e trovato negli archivi del municipio di Châlons-sur-Marne (dal 1995 Châlons-en-Champagne) ricostruisce la vicenda della nazionalità: gli annali del ciclismo riportano come alla maggior età avesse optato per la cittadinanza francese, ma in realtà fu naturalizzato solo nel 1901; Garin gareggiò quindi come cittadino italiano per due terzi della sua carriera.
Fu tra i protagonisti dell'epoca eroica del ciclismo, con vittorie nelle corse di lunga durata. Dopo essersi classificato terzo alla prima edizione della Parigi-Roubaix nel 1896 (dietro al tedesco Josef Fischer e al danese Charles Meyer), la vinse per due anni di seguito, nel 1897 e 1898. Si aggiudicò anche corse di minor prestigio, come la Parigi-Brest-Parigi del 1901 e la Bordeaux-Parigi del 1902.
Il suo anno di gloria fu il 1903, con il successo nel primo Tour de France, corso fra il 1º luglio e il 19 luglio. Oltre alla tappa inaugurale, vinse altre due tappe, su un totale di sei. Nel successivo ripeté l'exploit dell'anno precedente, ma fu squalificato insieme agli altri tre in testa alla classifica (compreso il fratello César, classificatosi terzo) e altri concorrenti, nel caso di Garin l'accusa fu di aver ricevuto aiuti durante la corsa. Squalificato per due anni, riprese poi a correre, ed a 40 anni chiuse decimo la Parigi-Brest-Parigi.
È stato sepolto nel cimitero di Sallaumines.

## Palmarès

### Pista
- 1893

800 km di Parigi
- 1894

24h di Liegi
- 1894

24h di Liegi
- 1898

50 km d'Ostende

### Strada
- 1893

Dinant-Namur-Dinant
- 1894

Prix d'Avesnes-sur-Helpe
- 1895

Guingamp-Morlaix-Guingamp
- 1896

Paris-Mons
Paris-Le Mans
Liège-Thuin
- 1897

Paris-Cabourg
Parigi-Roubaix
Paris-Royan
Tourcoing-Béthune-Tourcoing
- 1898

Parigi-Roubaix
Tourcoing-Béthune-Tourcoing
Valenciennes-Nouvion-Valenciennes
Douai-Doullens-Douai
- 1901

Parigi-Brest-Parigi
- 1902

Bordeaux-Parigi
- 1903

1ª tappa Tour de France (Montgeron > Lione)
5ª tappa Tour de France (Bordeaux > Nantes)
6ª tappa Tour de France (Nantes > Parigi)
Classifica generale Tour de France

## Piazzamenti

### Grandi giri
- Tour de France

1903: vincitore
1904: squalificato

### Classiche
- Parigi-Roubaix

1896: 3º
1897: vincitore
1898: vincitore
1900: 3º
- Liegi-Bastogne-Liegi

1894: 4º

## Riconoscimenti
- Inserito tra le Gloire du sport;

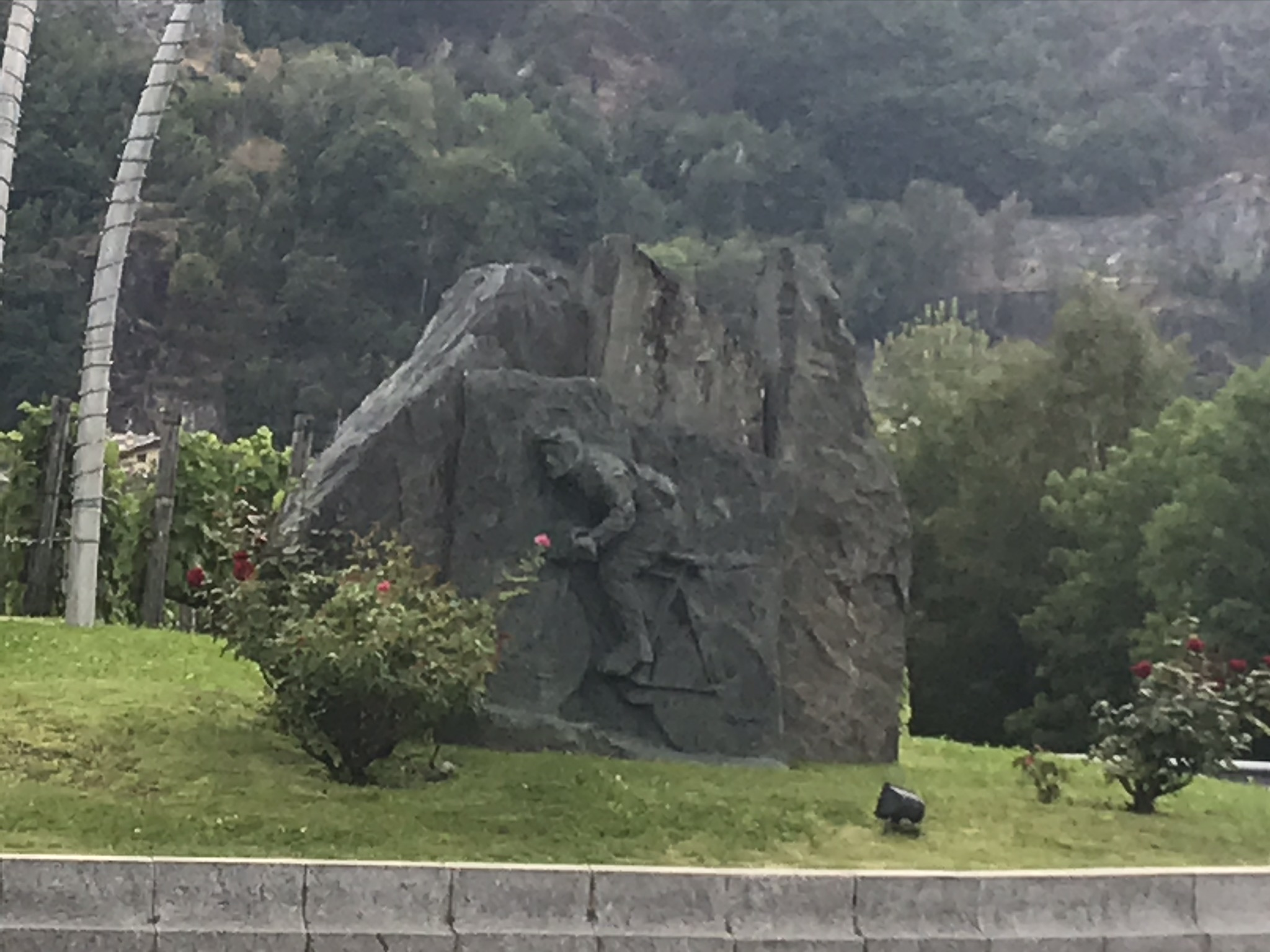
Rotonda a Arvier (bivio per Léverogne) dedicata a Maurice Garin

- Un monumento gli è stato dedicato a Arvier, suo paese natale, nella rotonda al bivio per Léverogne[8];
- Una via di Aosta porta il suo nome.
- Un velodromo a Lens,[9] poi distrutto per la costruzione del museo del Louvre-Lens.[10]